# Карбон (округ, Пенсільванія)
Шаблон:StateAbbr_ 40°55′ пн. ш. 75°42′ зх. д. / 40.92° пн. ш. 75.7° зх. д.
Округ Карбон (англ. Carbon County) — округ (графство) у штаті Пенсільванія, США. Ідентифікатор округу 42025.

## Історія
Округ утворений 1843 року.

## Демографія
За даними перепису
2000 року
загальне населення округу становило 58802 осіб, зокрема міського населення було 29212, а сільського — 29590.
Серед мешканців округу чоловіків було 28633, а жінок — 30169. В окрузі було 23701 домогосподарство, 16416 родин, які мешкали в 30492 будинках.
Середній розмір родини становив 2,93.
Віковий розподіл населення поданий у таблиці:
| Стать    | До 15 років | 15-21 | 22-29 | 30-39 | 40-49 | 50-65 | 65-85 | Понад 85 |
| -------- | ----------- | ----- | ----- | ----- | ----- | ----- | ----- | -------- |
| Чоловіки | 5382        | 2544  | 2454  | 4259  | 4701  | 4831  | 4131  | 331      |
| Жінки    | 5182        | 2293  | 2420  | 4324  | 4551  | 4995  | 5541  | 863      |

## Суміжні округи
- Лузерн — північ
- Монро — схід
- Нортгемптон — південний схід
- Лігай — південь
- Скайлкілл — південний захід

## Виноски
1. ↑  U.S. Decennial Census. United States Census Bureau. Архів оригіналу за 26 квітня 2015. Процитовано 5 березня 2015.
2. ↑  Historical Census Browser. University of Virginia Library. Архів оригіналу за 11 серпня 2012. Процитовано 5 березня 2015.
3. ↑  Forstall, Richard L., ред. (24 березня 1995). Population of Counties by Decennial Census: 1900 to 1990. United States Census Bureau. Архів оригіналу за 20 березня 2015. Процитовано 5 березня 2015.
4. ↑  Census 2000 PHC-T-4. Ranking Tables for Counties: 1990 and 2000 (PDF). United States Census Bureau. 2 квітня 2001. Архів оригіналу (PDF) за 18 грудня 2014. Процитовано 5 березня 2015.
5. ↑  State & County QuickFacts. United States Census Bureau. Архів оригіналу за 25 листопада 2015. Процитовано 16 листопада 2013.(англ.) Наведено за англійською вікіпедією.
6. ↑  American FactFinder. Бюро перепису населення США. Архів оригіналу за 29 липня 2011. Процитовано 31 січня 2008.

| США | Це незавершена стаття з географії США. Ви можете допомогти проєкту, виправивши або дописавши її. |